# Kievs bergbana
Kievs bergbana (ukrainska Ки́ївський фунікуле́р, ryska: Киевский фуникулёр) är ett transportsystem på Vladimir-kullen i Kiev, Ukraina, som sedan 1905 förbinder Vladimirskaya Gorkaparken i Övre staden med Posttorget i stadsdelen Podil. 

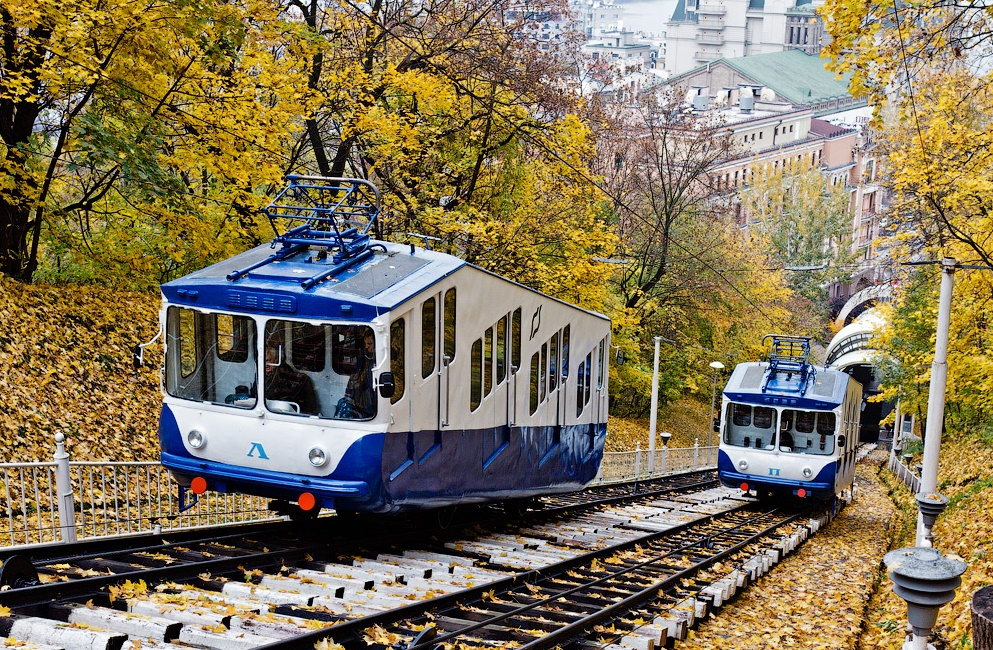
Kievs bergbana.

Bergbanan har en längd på 222 meter och en lutning på 18–20 grader. Det tar ungefär 3 minuter att ta sig från den ena stationen till den andra. Banan har två vagnar, en märkt med П och en märkt med Λ, för höger och vänster spår.
På grund av bergbanans närhet till Sankt Michaelskatedralen fick den först namnet Mykhailivskyi Mekhanichnyi Pidyom (ukrainska: Михайлівський механічний підйом, bokstavligen Michaels mekaniska hiss). Efter det att katedralen revs av de sovjetiska myndigheterna 1935–1936 ändrades också bergbanans namn.